# Garage Olimpo
Garage Olimpo es una película argentina-italiana dramática-histórica de 1999 dirigida por Marco Bechis y protagonizada por Antonella Costa, Carlos Echevarría, Enrique Piñeyro y Dominique Sanda. La película relata lo ocurrido en los centros de detención clandestinos creados por la última dictadura militar argentina (1976-1983), y los episodios de terrorismo de Estado y tortura que sufrieron los desaparecidos durante esa época. El director fue él mismo un detenido-desaparecido en uno de los centros clandestinos de detención de la dictadura.
Se estrenó el 2 de septiembre de 1999 y fue ganadora de muchos premios nacionales e internacionales, entre ellos en el Festival Internacional de Cannes (Selección Oficial "Un Certain Regard"), el de Mejor Film en el Festival de Cartagena, el Primer Premio del Festival de Cine de La Habana, el Colón de Oro en el Festival de Huelva y el Premio Fénix en el Festival de Santa Bárbara.

## Sinopsis

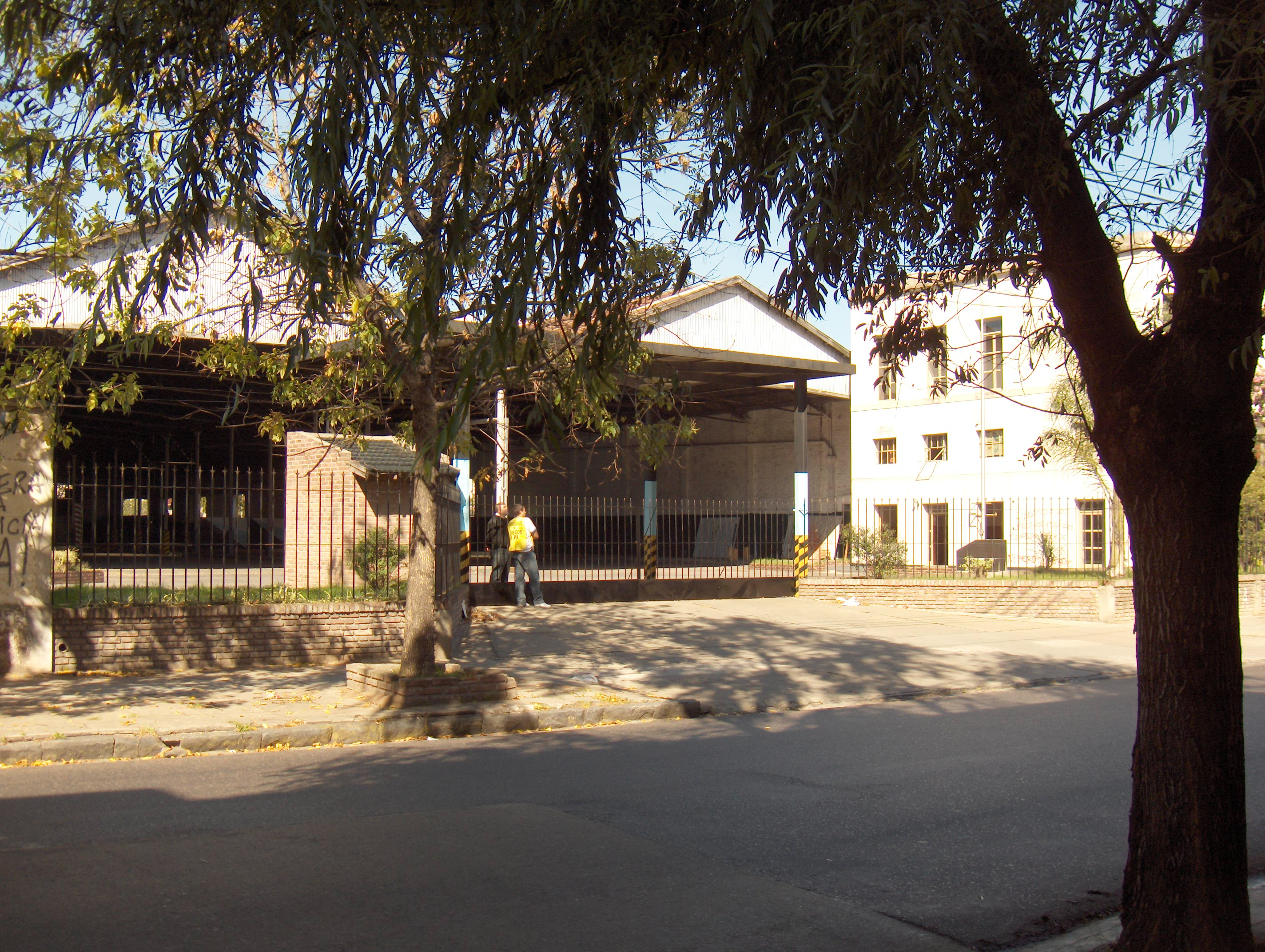
Vista exterior del centro clandestino de detención El Olimpo.

Ambientada durante la dictadura militar que gobernó la Argentina de 1976 a 1983, narra la historia de la detención clandestina, tortura y muerte tras ser arrojada desde un avión de María, una activista política y alfabetizadora llevada a un centro clandestino de detención conocido como Garage Olimpo, que estuvo ubicado en la ciudad de Buenos Aires.
María vive junto a su madre en una gran casa que a la vez es una pensión donde tiene como inquilino a Félix, un tímido y guapo joven enamorado de María quien resulta ser soldado represor del Garage Olimpo. Ella, en un intento desesperado y creyendo que es su única vía de escape, intenta enamorar a Félix en cautiverio. Tras un evento inesperado Félix no intenta salvar a María de su destino fatal.

## Reparto
- Antonella Costa (María)
- Carlos Echevarria (Félix)
- Enrique Piñeyro (Tigre)
- Pablo Razuk (Texas)
- Chiara Caselli (Ana)
- Dominique Sanda (Diana)
- Paola Bechis (Gloria)
- Adrián Fondari (Rubio)
- Marcelo Chaparro (Turco)
- Miguel Oliveira (Nene)
- Ruy Krieger (Francisco)
- Marcos Montes (Víbora)
- Érica Rivas (Hija de Tigre)
- Gonzalo Urtizberea (Capellán militar)
- Roly Serrano (Escribano)
- Erasmo Olivera (Prisionero Desnudo)
- Jean Pierre Reguerraz (Juan Carlos)
- Déborah Vidret
- Camilo Gómez

## Controversias
A pesar de tratarse de una película que presenta una crítica a la violencia seuxal, Antonella Costa, la actriz principal, denunció que fue abusada en el rodaje. En una publicación que hizo en Facebook en 2016 se pronunció confesando las humillaciones que sufrió:

Dedicado a la vestuarista que dejó tiradas fotos de mi cuerpo desnudo que, siendo una adolescente, me saqué por motus propio por pedido y para uso exclusivo del director y la directora de arte. A los colegas que las encontraron y en vez de avisarme o destruirlas las usaron para burlarse de mí. Al director que a mis 21 años puso en la casetera del motorhome el VHS del crudo de la escena en la que me bañaba, para que lo vieran todos. A los extras que aprovecharon una toma para manosearme entera. Al asistente de dirección que me pidió que no dijera nada porque necesitábamos seguir filmando. Al actor que le sugirió a la directora meterme "bien la mano" en mi sexo sin consultarme antes, y que me humilló delante del equipo técnico por haberme negado a acostarme con él, y a tantos otros a los que me enfrenté, negándome simplemente a hacer lo que no quería hacer, y que no era parte del pacto ni del proceso creativo.
Sepan que por cada uno que hizo o avaló alguna de estas actitudes cobardes y perversas, hubo muchísima gente que no lo hizo, que me escuchó, me ayudó y sostuvo mi postura digna evitando, muchas veces, males mayores. Esos se convirtieron en mis amigos, y hasta uno de ellos es el padre de mi hijo. Esas son las personas con las que decido compartir mi vida y mi intimidad. A ellos les agradezco y los abrazo una vez más. Por suerte, son la inmensa mayoría".
La violencia física y verbal, el abuso de poder, la humillación, dejan marcas de por vida, y lo que una está dispuesta a hacer en un proyecto artístico siempre está claro desde el guión y las charlas previas con el director y eventualmente la producción. Que accedas a un desnudo frontal no habilita a nadie a tocarte, si no está escrito. Y así como nadie inventa sobre la marcha una escena donde se le corte un dedo al actor que protagoniza, tampoco tiene por qué inventarse ninguna situación en la que las actrices (o actores!) quedemos expuestas ni dañadas en ningún sentido!

## Premios
- 1999: Primer Premio, Gran Coral, del Festival de La Habana.
- 1999: Premio de la Crítica Cubana a Marco Bechis del Festival de La Habana.
- 1999: Premio Galuber Rocha a Marco Bechis del Festival de La Habana.
- 1999: Premio Memoria Martin Luther King a Marco Bechis del Festival de La Habana.
- 1999: Premio a Documental por la Memoria a David Blaustein del Festival de La Habana.
- 1999: Premio OCIC a Marco Bechis del Festival de La Habana.
- 1999: Colón de Oro del Festival de Huelva.
- 1999: Premio Alejandro, del Festival de Cine de Thessaloniki.
- 1999: Premio FIPRESCI, del Festival de Cine de Thessaloniki.
- 2000: Premio Lucas (Sección Juventud), del Lucas Festival Internacional de Películas para Niños y Jóvenes.
- 2000: Premio C.I.F.E.J. - Mención Especial, del Lucas Festival Internacional de Películas para Niños y Jóvenes.
- 2000: Premio ICCI del Festival Lérida Hispanoaméricano.
- 2000: Cóndor de Plata al Mejor Director y al Mejor Montaje de la Asociación Argentina de Críticos de Cine.
- 2000: Mejor Película del Festival Internacional de Cine de Cartagena.
- 2000: Mejor Director, Premios David di Donatello.
- 2000: Premio Fénix del Festival Internacional de Cine de Santa Bárbara.